# Valle de Agua Arriba
Valle de Agua Arriba è un comune (corregimiento) della Repubblica di Panama situato nel distretto di Almirante, provincia di Bocas del Toro. Si estende su una superficie di 70 km² e conta una popolazione di 3.163 abitanti (censimento 2010).  